# 倫文敘
倫文敘（1467年—1513年），字伯疇，號迂岡，廣東南海縣魁岡（今佛山市石湾镇黎涌村）人，明朝政治人物、狀元。

## 生平
倫文敘於弘治二年（1489年）登己酉科廣東鄉試第十一名舉人，十二年（1499年）中己未科會試第一名（會元），殿試登進士第一甲第一名（狀元）及第，授翰林院修撰。武宗登極，充正使頒朔安南，途聞喪訊返家。守喪期滿回京，充任經筵講官，升春坊右諭德兼侍講，與修玉牒。正德八年（1513年）任應天府鄉試主考官。事畢還京卒。

## 家族
倫文敘先世倫次陸，廣南東路南雄州人，宋末任廣州教授，後遷居南海之魁岡（今佛山市石湾镇黎涌村），後世遂為南海人。祖父倫敔，祖母庞氏；父倫明，母何氏。生倫文叙、倫文敬、倫文敷、倫文澈四子，倫文敍居長。倫文叙有五子，長子倫以諒、次子倫以訓、三子倫以詵、四子倫以謨均為正室區氏所出，五子倫以諤則為側室鄺氏所出。
長子倫以諒，正德十一年（1516年）中丙子科廣東鄉試第一名（解元），正德十六年（1521年）登辛巳科進士。次子倫以訓，正德十二年（1517年）中丁丑科會試第一名（會元），同年登進士第一甲第二名（榜眼）。三子倫以詵，嘉靖十七年（1538年）登戊戌科進士。其中又以倫文敘跟長子倫以諒、次子倫以訓父子三人各佔一元，一家之中父子兄弟並以魁元策名當世，並稱為“南海三倫”。
後裔倫佩文，現任恒生職員。

## 著作
著有《迂岡集》、《白沙集》等。

## 軼事
相傳有一天，倫文敘送菜到鄉紳家中，鄉紳頗欣賞他的才華，請他為私藏的蘇東坡真跡名畫「百鳥歸巢圖」題詩。倫文敘平時就愛蘇東坡的詩詞筆畫，揮毫題書一句“天生一隻又一隻，三四五六七八隻。”這句令一旁圍觀的人都大失所望，認為文辭毫無韻味，平凡無奇。倫文敘對著失望的人們笑一笑，氣定神閒的再下筆題書“鳳凰何少鳥何多？啄盡人間千萬石。”鄉紳請他為大家說明含義以除心中不解，倫文敘說：“百鳥歸巢圖，巢、朝字同音，整篇文意是說，忠良賢士不多，奸佞當朝，搜括民脂民膏，以致民不聊生。”至於“天生一隻又一隻，三四五六七八隻”又有何意？明顯和計數有關。一隻又一隻，共有 2 隻。三四五六七八隻，3×4=12，5×6=30，7×8=56。而 2 + 12 + 30 + 56 = 100，又蘇東坡的百鳥歸巢圖，圖中有100隻鳥。至此，大家恍然大悟，翹指盛讚好詩。

## 相關影劇
- 民間傳奇系列（共四集）（夏雨主演）
- 倫文敘老點柳先開（張衛健飾演）